# Ireneu Barreto
Ireneu Cabral Barreto GCIH (Ponta do Sol, 5 de fevereiro de 1941) é um magistrado português. Desde 2011, exerce a função de representante da República para a Região Autónoma da Madeira.

## Biografia
Ireneu Barreto nasceu no concelho da Ponta do Sol, na ilha da Madeira, e lá frequentou a escola até ao antigo 2.º ano (atual 6.º). Completou os restantes graus de ensino liceal no Liceu Jaime Moniz, no Funchal. Em 1963, completou a licenciatura em direito na Universidade de Coimbra, fazendo pós-graduação em ciências jurídicas na mesma instituição. Cumpriu o serviço militar como oficial miliciano no Exército em Moçambique entre 1966 e 1968.
Em 1964, foi admitido ao Ministério Público, exercendo a função de delegado do procurador da República em várias comarcas do país, inclusive em São Vicente, na Madeira. Em 1970, foi nomeado juiz de direito e iniciou esta carreira na comarca de São Jorge, nos Açores. Em 1973, viria a ser nomeado ajudante do procurador da República, função que desempenhou em Bragança, Évora e Setúbal. Em 1975, foi nomeado procurador-geral adjunto. Em 1997, foi nomeado juiz conselheiro do Supremo Tribunal de Justiça. Foi membro da Comissão Europeia dos Direitos Humanos entre 1993 e 1999. Entre 1998 e 2011 foi juiz do Tribunal Europeu dos Direitos Humanos.
Foi nomeado representante da República pelo presidente Aníbal Cavaco Silva em abril de 2011 e renomeado para este cargo em março de 2016 pelo presidente Marcelo Rebelo de Sousa. A 25 de fevereiro de 2016, foi condecorado pelo presidente da República Cavaco Silva com a Grã-Cruz da Ordem do Infante D. Henrique.
É casado com Carla Maria Lopes Ferreira Barreto.